# Notburga
Notburga (ur. 1265 w Rattenbergu, zm. 16 września 1313) – austriacka kucharka i święta Kościoła katolickiego.

## Życiorys
Wiedza na temat świętej Notburgi pochodzi z pracy Guarinoniego wydanej w Niemczech w 1646 roku. Na temat jej życia niewiele wiadomo. Od najmłodszych lat była na służbie w zamku u hrabiego Henryka Rothenburga. Tam pełniła funkcję jako klucznica, a po ukończeniu osiemnastu lat zajmowała się kuchnią i sprawowała dozór nad całą żeńską służbą. Przez cały okres służby, pomagała biedakom przekazując im nadmiar żywności. Jej działalność nie spotkała się z uznaniem ze strony rodziny hrabiego; przyłapana na wynoszeniu jedzenia została oddalona ze służby. Kolejnym pracodawcą św. Notburgi był chłop z Eben. Według Guarinoniego, Notburga w krótkim czasie powróciła na służbę do hrabiego. Na zamku służyła jeszcze przez osiemnaście lat, aż do śmierci 16 września 1313 roku. Została pochowana w kaplicy St. Ruperta w pobliżu Ebenu.

## Legendy
Święta Notburga przez całe swoje życie pomagała biednym i bezdomnym, będąc przy tym żarliwą katoliczką. Wiele czasu poświęcała na modlitwie w kaplicy St. Ruperta, gdzie została pochowana. Z jej osobą związanych jest kilka legend. Jedna z nich wyjaśnia powód dla którego powróciła na służbę do zamku: po jej odejściu, na dom Rothenburga miały spaść liczne niepowodzenia i dopiero po jej powrocie fortuna powróciła. Według innej legendy, gdy pracowała na polu u chłopa, gdy dzwoniono na "Anioł Pański", gospodarz nie chciał Notburdze pozwolić iść do kościoła. 

Święta, ująwszy sierp, rzekła: "Niech Bóg rozstrzygnie: jeśli ten sierp zawiśnie w powietrzu, będzie to znak, że mam wieczór poświęcić modlitwie; jeśli spadnie, będę pracować". Sierp zawisł w powietrzu, ludzie poklękali i oddali Bogu pokłon, a Notburga, pomodliwszy się, wzięła sierp i poszła do kościoła

.

## Kult
W 1718 jej relikwie zostały zrekonstruowane i pokryte jedwabiem, złotem i srebrem a następnie umieszczone na ołtarzu. Kult Notburgi rozprzestrzenił się w Austrii w Tyrolu, Istrii i w Bawarii. Została ogłoszona świętą na mocy dekretu papieża Piusa IX 27 marca 1862. Jest czczona jako patronka rolników. Jej imieniem została nazwana planetoida.